# 男はつらいよ 知床慕情
『男はつらいよ 知床慕情』（おとこはつらいよ しれとこぼじょう）は、1987年8月15日に公開された日本映画。『男はつらいよ』シリーズの38作目。

## 概要
- 俳優・萬屋錦之介との20年近くにわたる結婚生活に終止符を打った淡路恵子が本作で女優業に正式復帰。また国際的スター・三船敏郎と国民的スターとしての地位を確立した渥美清の2大スターの共演など、公開前から話題の多い作品であった。コピーライターの秋山晶の傑作コピーで三船が出た「男は黙ってサッポロビール」の意趣返しで、三船に愛の言葉を言わせている作品である。
- 一部には今作品が最終回ではないかという憶測もあった。
- 挿入歌で、森繁久彌の『知床旅情』が使われている。
- 諏訪満男が高校に入学する。

## あらすじ
寅次郎が柴又に帰ってきた時、とらやは竜造が風邪をこじらせて肺炎で入院していたために休業していた。あと数日で退院と言われたところで、あけみと朝日印刷のゆかりが手伝ってくれるということもあり、翌日から店を開けることにする。そんな中でも、寅次郎にはまじめに働く様子が見られない。マンガを読んだりトイレに頻繁に行ったり居眠りしたりして、つねが「この店、やめよう、肝心な跡取りがこのざまじゃ」と言うほどであった。寅次郎はそんなつねの言葉を聞いて居心地が悪くなり、旅に出る。
北海道を旅していた寅次郎は、旅宿を探している時に獣医の上野順吉（三船敏郎）のポンコツ車に乗せてもらった事が縁で、知床にある順吉の家に居候することになる。そして、順吉の家に出入りしている悦子（淡路恵子）が女将をやっている居酒屋・はまなすで、たくさんの飲み友達を作り、楽しくやっていた。ところが数日経った頃、順吉の反対を押し切って結婚した順吉の娘・りん子（竹下景子）が東京から帰ってくると連絡が入る。これを聞いた寅次郎は、親子水入らずの邪魔になってはと、いとまごいをする。しかし、玄関でりん子とばったり出くわした寅次郎は、美しいりん子に胸をときめかし、また娘との関係がうまくいかない順吉に一緒にいてくれと頼まれたこともあって、そのまま滞在することになる。
その夜、りん子は順吉たちに、離婚して北海道に戻ってきたのだと告げる。順吉は当初、そんなりん子に優しい態度を取ってあげられなかったが、寅次郎たちがいてくれたことで、少しずつ上野家に平和が戻る。りん子は、後片付けのため東京に戻り、その際に寅次郎の土産の羅臼昆布を届けにとらやを訪れ、温かいもてなしを受ける。
しばらくして、順吉は悦子から、店を畳んで妹が芸者をしている故郷の新潟に帰ろうと考えているとの相談を受ける。順吉は悦子と心の底では相思相愛なのだが、気むずかしい性格ということもあり、素直に気持ちを伝えられないでいた。今回も、「手も握ってくれなかったけど」と思わせぶりな態度を取る悦子を、気まずさから拒絶してしまう。寅次郎はそんな二人の関係にいち早く気付き、力になりたいと思うようになる。
その後、寅次郎と仲良くなった知床の仲間たちは、バーベキューに出かける。そこでも順吉は皆から離れて一人で酒を飲んでいる。しかし、悦子が店を辞めて故郷へ帰ると告げると、順吉は頭ごなしに反対だと言う。寅次郎が反対の理由をハッキリ言えと促すと、順吉は戸惑いながらも勇気を振り絞り、皆の前で悦子に向かって、「俺が行っちゃいかんという訳は、俺が、俺が惚れてるからだ。悪いか!」と宣言。途端に悦子はワッと泣き出す。その場にいる全員が歓喜し、『知床旅情』を歌う。その最中、りん子は自然に寅次郎の手を握る。
その夜、はまなすで昼の延長戦のような飲み会が開かれる。一人家にいたりん子を、はまなすから寅次郎が訪ねてくる。娘として、順吉が悦子と結婚しても構わないかと尋ねた別れ際に、りん子が寅次郎を「もう行っちゃうの?」と呼び止める。愛の告白かという雰囲気であったが、りん子は「どう言えばいいのか…ありがとう、色々と」とだけ言う。ところがその晩、順吉の仲間が冗談で発した「りん子に惚れているんだろう」という言葉に、寅次郎は図星をつかれて真っ赤になり、翌朝船長（すまけい）にりん子宛の「渡り鳥のように南へ下ります」という手紙を託し知床を去る。りん子も、その無神経な発言をあとで知り怒る。芽生えていたかもしれない気持ちを一切伝え合うことなく、簡単な言づてだけで別れることになった二人であった。
りん子は仕事を見つけて、東京での生活を再開することになった。江戸川の花火大会の日に、順吉が結婚のことで寅次郎に感謝しているという伝言を携え、柴又を再訪する。その頃、寅次郎は長良川まつりで花火を売っているのだった。

## キャスト
- 車寅次郎：渥美清
- 諏訪さくら：倍賞千恵子
- りん子：竹下景子（ただ一人、マドンナ役として3度シリーズに出て別々の役をこなしたが、この作品は2度目）
- 車竜造（おいちゃん）：下條正巳
- 車つね（おばちゃん）：三崎千恵子
- 諏訪博：前田吟
- 桂梅太郎（社長）：太宰久雄
- 源公：佐藤蛾次郎
- 諏訪満男：吉岡秀隆
- ポンシュウ：関敬六
- 医師：イッセー尾形
- アパートの大家：笹野高史
- ホテルの二代目・婿養子：冷泉公裕
- マコト（船員）：赤塚真人
- 文男（漁協理事）：油井昌由樹
- 離農する男：坂本長利
- 印刷工・中村：笠井一彦
- ゆかり：マキノ佐代子
- 柴又マラソンスタッフ：川井みどり
- 江戸家：石川るみ子
- 倉山理恵
- 天野立子
- はまなすの客：篠原靖治
- テレビレポーター：小原忍（HBC）
- 船長：すまけい
- あけみ：美保純
- 御前様：笠智衆
- 悦子：淡路恵子
- 上野順吉：三船敏郎　三船の役名はジョン・ウェインのオマージュである。
- 板前の男：出川哲朗（ノンクレジット）

## スタッフ
- 監督：山田洋次
- 脚本；山田洋次、朝間義隆
- プロデューサー：島津清、深澤宏
- 音楽：山本直純

## ロケ地
- 秋田県仙北市角館町（桧木内川堤防/みちのくさくらまつり、玉川鉄橋）
- 東京都足立区（吉田病院）
- 北海道札幌市（大通公園）
- 北海道川上郡弟子屈町（川湯温泉/寅さんのテレビ出演）
- 北海道中標津郡中標津町（松岡牧場、牛のお産、離農者を見送る/知床として撮影）
- 北海道斜里郡清里町（札弦駅前）
- 北海道目梨郡羅臼町（順吉宅/ウトロとして撮影）
- 北海道斜里郡斜里町ウトロ（オロンコ岩、三角岩、スナックはまなす、斜里駅、知床五湖、オシンコシンの滝、フレペの滝、ウトロ港、カムイワッカの滝、知床自然センター付近の園地）
- 岐阜県岐阜市（長良川祭り）

『男はつらいよ 寅さん読本』1992、p.639、松竹公式サイトより。

## 記録
- 観客動員：207万4000人[3]
- 興行収入：12億4000万円[1]（14億円[3]とも）

## 受賞歴
- 第11回日本アカデミー賞[4]
  - 優秀助演男優賞 / 三船敏郎
  - 優秀助演女優賞 / 淡路恵子
- 第42回毎日映画コンクール
  - 日本映画優秀賞
  - 男優助演賞 / 三船敏郎
- 第61回キネマ旬報BEST10第6位
- 第30回ブルーリボン賞助演男優賞 / 三船敏郎
- 第5回ゴールデングロス賞優秀銀賞[5]
- 第3回文化庁芸術作品賞
- 第16回文化庁優秀映画

## 同時上映
- 『塀の中の懲りない面々』